# Max von Balan
Max Hermann Heinrich Wilhelm Balan, ab 1859 von Balan, (* 9. März 1849 in Frankfurt am Main; † 4. Januar 1905 in Potsdam) war ein preußischer Regierungspräsident und Politiker.

## Leben
Max von Balan entstammte einer ursprünglich in Montauban (Frankreich) ansässigen Hugenotten-Familie, deren Ahnherr Joseph Balan im Jahr 1685 nach der Aufhebung des Edikts von Nantes durch Ludwig XIV. als Flüchtling nach Preußen gekommen war. Er war der Sohn des preußischen Diplomaten Hermann Balan (1812–1874), der am 7. April 1859 in Berlin in den erblichen preußischen Adelsstand erhoben wurde und einer der engsten Mitarbeiter Bismarcks war. Seine Mutter war Emilie Auguste Cäcilie Therese von Sybel (* 1825). Sein Großvater war der Jurist und Legationsrat Joseph Wilhelm Balan.
1870 war er Premierleutnant im 2. Garde-Ulanen-Regiment. Balan studierte an der Rheinischen Friedrich-Wilhelms-Universität Rechtswissenschaften  und wurde dort 1869 Mitglied des Corps Palatia Bonn. Er wurde 1873 Referendar am Kammergericht und 1880 Gerichtsassessor bei der Staatsanwaltschaft in Berlin. Im Jahr darauf war er Regierungsassessor bei der Landdrostei Stade und 1883 in Magdeburg. Im gleichen Jahr wurde ihm die Verwaltung des Landratsamts im Landkreis Schlawe i. Pom. übertragen. 1884 wurde er dort Landrat. In dieser Zeit wurde er in den Provinziallandtag der Provinz Pommern und in das Preußische Abgeordnetenhaus (1885–1892) gewählt. Er vertrat als Abgeordneter den Wahlkreis Köslin 2 (Rummelsburg – Schlawe), den Heimatwahlkreis Otto von Bismarcks. Max von Balan gehörte der Freikonservativen Partei an.
1892 wurde Balan Polizeipräsident in Potsdam. Ab 1901 war er Regierungspräsident des Regierungsbezirks Köln. In dieser Zeit war er auch Vorstandsmitglied der Abteilung Köln der Deutschen Kolonialgesellschaft.